# Happy Birthdead 2 You
Cet article possède un paronyme, voir Happy Birthday.
Pour les articles homonymes, voir Happy Death Day (homonymie).
Série Happy Birthdead
Happy Birthdead
(2017)
Pour plus de détails, voir Fiche technique et Distribution.
Happy Birthdead 2 You, ou Bonne fête encore ! 2 au Québec, (Happy Death Day 2U) est une comédie d'horreur et de science-fiction américaine réalisée par Christopher Landon et sortie en 2019 au cinéma.
Il fait suite au film Happy Birthdead du même réalisateur et sorti en 2017. Reprenant après les événements du premier volet, il en conserve le côté humoristique, mais l'aspect horrifique et slasher sont mis au second plan pour se rapprocher du genre de la science-fiction et explique certaines questions restées en suspens.
Bien que remboursant son budget de 9 millions de dollars, supérieur à celui du premier opus, lui permettant d'être un petit succès au box-office, il n'égale pas le succès commercial du premier volet. Il reçoit des critiques positives pour la performance de Jessica Rothe, ainsi que pour son changement de ton, mais divise certaines critiques lui reprochant de trop s'éloigner du film d'origine.

## Synopsis
19 septembre 2017. Le lendemain de son anniversaire, tout est enfin rentré dans l'ordre pour Theresa « Tree » Gelbman, qui se réveille au côté du garçon qu'elle aime, Carter Davis. Néanmoins, le colocataire de ce dernier, Ryan Phan, débarque dans la chambre pour leur dire qu'il vient de se réveiller au même endroit où il était ce matin, après s'être fait tuer par un tueur au masque de bébé de la mascotte de l'université.
Tree découvre alors que Ryan travaille avec deux autres élèves sur un projet scientifique étant à l'origine de son blocage dans une boucle temporelle la veille. À la suite d'une explosion, Tree se réveille le jour de son anniversaire pour la énième fois. Néanmoins, Tree se rend vite compte que plusieurs choses sont très différentes et comprend bientôt qu'elle est bloquée dans une boucle temporelle d'une dimension parallèle.
Tree va devoir aider Ryan et son équipe à faire cesser cette boucle et à la faire retourner dans sa dimension, tout en affrontant le tueur, qui, ici, n'a pas la même identité.

## Fiche technique
Sauf indication contraire, les informations mentionnées dans cette section peuvent être confirmées par la base de données cinématographiques IMDb,  présente dans la section « Liens externes ».
- Titre original : Happy Death Day 2U
- Titre français : Happy Birthdead 2 You
- Titre québécois : Bonne fête encore ! 2
- Réalisation : Christopher Landon
- Scénario : Christopher Landon
- Direction artistique : Jason Baldwin Stewart
- Décors : Bill Boes
- Costumes : Whitney Anne Adams
- Photographie : Toby Oliver
- Montage : Ben Baudhuin
- Musique : Bear McCreary
- Production : Jason Blum
- Co-production : Jennifer Scudder Trent, Beatriz Sequeira et Ryan Turek
- Producteurs délégués : John Baldecchi, Angela Mancuso, Samson Mucke, Couper Samuelson et Jeanette Volturno
- Sociétés de production : Blumhouse Productions
- Société de distribution : Universal Pictures
- Budget : 9 millions de dollars[4]
- Pays d'origine :  États-Unis
- Langue originale : anglais
- Format : couleur - 2.35 : 1 - son Dolby Digital
- Genre : Comédie d'horreur et de science-fiction
- Durée : 100 minutes
- Dates de sortie :
  - États-Unis / Québec / France : 13 février 2019
  - Belgique : 20 février 2019
- Classification : Tous public avec avertissement pour scènes pouvant heurter la sensibilité du jeune public en France.

## Distribution
- Jessica Rothe (VFB : Audrey d'Hulstère ; VQ : Marion Van Bogaert Nolasco) : Theresa « Tree » Gelbman
- Israel Broussard (VFB : Maxime Van Santfoort ; VQ : Nicolas Charbonneaux-Collombet) : Carter Davis
- Phi Vu  (VFB : Grégory Praet ; VQ : Nicholas Savard L'Herbier) : Ryan Phan
- Suraj Sharma (VFB : Aurélien Ringelheim ; VQ : Marc-André Brunet) : Samar Ghosh
- Sarah Yarkin (VFB : Marie Braam ; VQ : Dominique Laniel) : Andrea "Dre" Morgan
- Rachel Matthews (VFB : Sophie Frison ; VQ : Marie-Ève Soulard La Ferrière) : Danielle Bouseman
- Ruby Modine (VFB : Mélissa Windal ; VQ : Eve Mangin) : Lori Spengler
- Steve Zissis (VFB : Olivier Premel ; VQ : Pierre Auger) : le doyen Bronson
- Charles Aitken (VFB : Sébastien Hébrant ; VQ : Alexandre Fortin) : Dr Gregory Butler
- Laura Clifton (VFB : Sandrine Henry) : Stephanie Butler
- Missy Yager (VFB : Colette Sodoyez ; VQ : Camille Cyr-Desmarais) : Julie Gelbman
- Jason Bayle (VFB : Frédéric Meaux) : David Gelbman
- Jimmy Gonzales : le policier à l'hôpital
- Rob Mello : John Tombs
- Caleb Spillyards : Tim Bauer
- Blaine Kern III : Nick Sims
- Tran Tran : Emily
- Tenea Intriago : l'étudiante qui proteste

- Source et légende : Version française (VF) via le carton de doublage en fin de film et version québécoise (VQ) via Doublage.QC.CA[5].

## Production

### Genèse et développement
Après la sortie du premier film, le réalisateur et scénariste Christopher Landon dévoile avoir des idées pour une suite qui se concentrerait sur Tree et les raisons qui font qu'elle est enfermé dans une boucle temporelle lors de ses morts. Il présente alors le script à Jessica Rothe, l'interprète de Tree, qui révéla plus tard avoir été très emballée par le projet, considérant qu'il fait honneur au premier film et offre un deuxième volet digne des suites de la trilogie Retour vers le futur.
La production de ce second volet est officiellement validée par Universal Pictures en mars 2018.
En septembre 2018, le retour de Jessica Rothe, Israel Broussard, Ruby Modine et Rachel Matthews sont confirmés et le titre original, Happy Death Day 2U, est dévoilé. Le studio fixe ensuite la sortie du film pour la Saint-Valentin 2019.

### Tournage
Le tournage du film a débuté le 14 mai 2018 à l'université Loyola de La Nouvelle-Orléans, où s'était déroulé le tournage du premier film.

### Musiques
Comme pour le premier volet, la musique originale du film a été composée par Bear McCreary.
Pour le film, la chanteuse américaine Lizzo a enregistré une reprise de Stayin' Alive des Bee Gees. La chanson peut-être entendue lors du premier générique du film.

## Accueil

### Box-office
| Pays ou région | Box-office      | Date d'arrêt du box-office | Nombre de semaines |
| -------------- | --------------- | -------------------------- | ------------------ |
| France         | 270 392 entrées | 19 mars 2019               | 5                  |
| États-Unis     | 28 051 045 $    | 4 avril 2019               | 9                  |
| Mondial        | 64 270 528 $    | 30 mai 2019                | 15                 |

### Critiques
Le film reçoit des critiques généralement positives de la presse américaine. Sur le site agrégateur de critiques Rotten Tomatoes, il obtient 69 % de critiques positives, avec une note moyenne de 5,99/10 sur la base de 128 critiques positives et 59 critiques négatives.
Le consensus critique établi par le site résume que le film est une suite encore plus drôle du premier volet mais avec un côté science-fiction et que s'il n'est pas aussi frais que son prédécesseur, il devrait plaire à ses fans.
Sur Metacritic, il reçoit des critiques plus mitigés, obtenant une note de 57/100 basée sur 31 critiques collectées.

## Projet de suite
Interrogé sur une possible suite, Christopher Landon a dévoilé avoir des idées pour un troisième film. De son côté, le producteur des deux films, Jason Blum, a également fait part de son intérêt pour un troisième volet et la possibilité de faire évoluer cette trilogie dans un univers connecté avec d'autres productions de sa société.
Néanmoins, en mars 2019, ce dernier dévoile qu'un troisième volet n'est pas impossible, mais qu'il ne risque pas de voir le jour en raison des résultats au box-office du deuxième film considérés comme décevants par le producteur. En effet, même si le film rembourse son léger budget de 9 millions de dollars en récolant un peu plus de 64 millions, faisant de lui un petit succès commercial, il connaît une forte baisse comparé aux 122 millions de dollars récoltés par le premier film.